# Kobe Electric Railway
La Kobe Electric Railway Company (神戸電鉄株式会社, Kōbe Dentetsu Kabushiki Gaisha) est une des entreprises japonaises sur le transport ferroviaire de passagers.
Désignée plus souvent sous le nom de Shintetsu (神鉄, Shintetsu), elle exploite un réseau de voies ferrées couvrant la ville de Kobe et de ses environs.

## Réseau

Réseaux de ligne de la Shintetsu

L'entreprise possède et exploite quatre lignes. Elle exploite également la ligne Namboku (南北線, Nanboku-sen) de la compagnie Kobe Rapid Transit Railway sous le nom de ligne Kobe Kosoku.
| Ligne             | Nom japonais | Terminus                   | Longueur (km) | Gares |
| ----------------- | ------------ | -------------------------- | ------------- | ----- |
| Ligne Ao          | 粟生線       | Suzurandai - Ao            | 29,2          | 20    |
| Ligne Arima       | 有馬線       | Minatogawa - Arima-Onsen   | 22,5          | 15    |
| Ligne Sanda       | 三田線       | Arimaguchi - Sanda         | 12,0          | 10    |
| Ligne Kōen-Toshi  | 公園都市線   | Yokoyama - Woody Town Chuo | 5,5           | 4     |
| Ligne Kobe Kōsoku | 神戸高速線   | Shinkaichi - Minatogawa    | 0,4           | 2     |